# Angéline Mukandutiye
Angéline Mukandutiye, née en janvier 1951 à Gisenyi est une femme politique tutsie rwandaise, inculpée pour sa participation au génocide des Tutsis en 1994. Condamnée à la prison à perpétuité en 2008, elle disparait pendant 25 ans, avant d'être reconnue en 2019 dans un camp de réfugiés rebelles et incarcérée pour purger sa peine de prison.

## Biographie
Angéline Mukandutiye nait en janvier 1951, à Gisenyi, dans une famille tutsie. Elle devient inspectrice des écoles primaires de Nyarugenge et s'engage dans la promotion d'activités culturelles, en particulier la danse. Elle épouse Jean Sahunkuye, un Hutu proche de la famille du président Juvénal Habyarimana, et a quatre enfants.

### Rôle dans le génocide des Tutsis en 1994

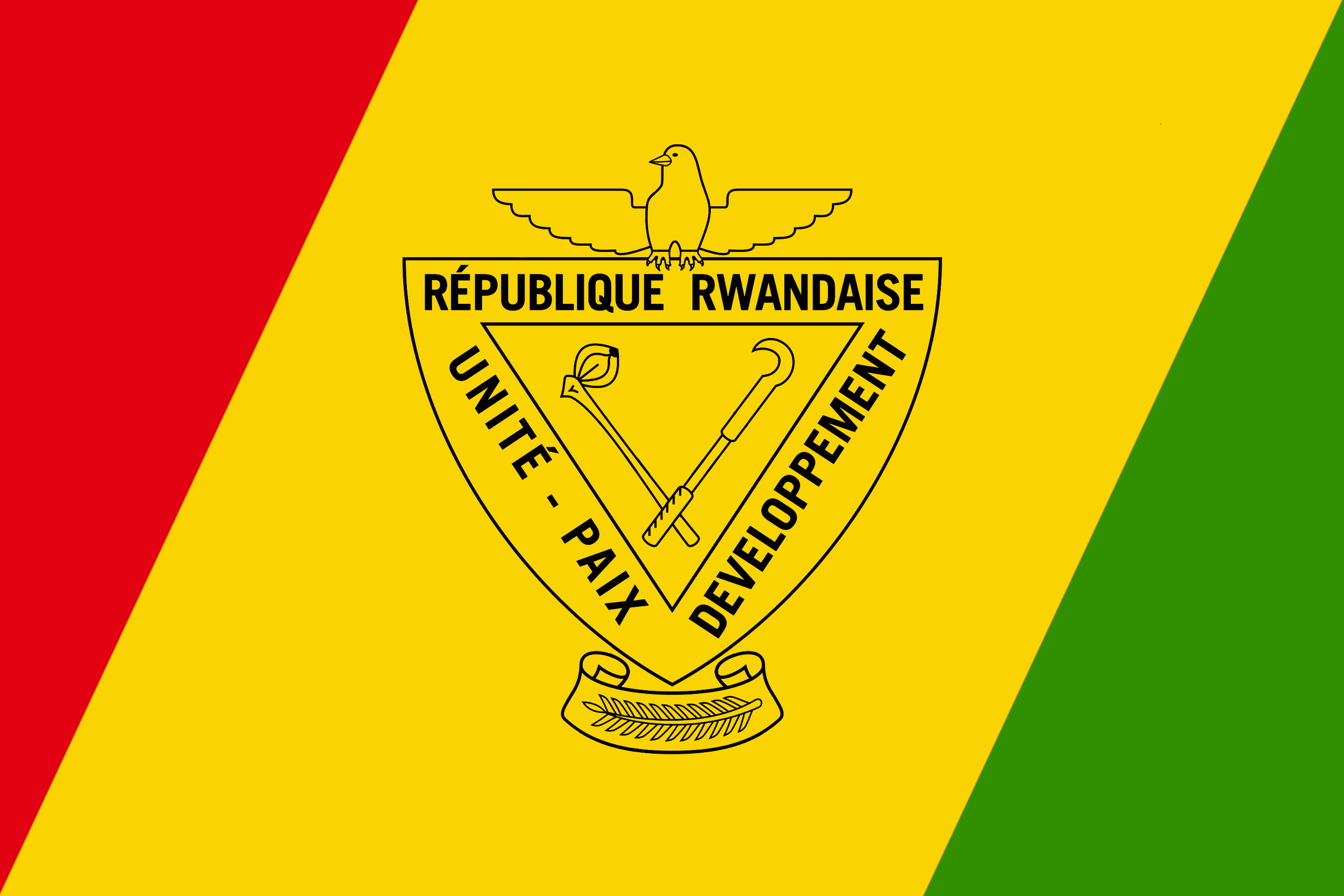
Drapeau du Mouvement révolutionnaire national pour le développement.

Elle travaille comme inspectrice des écoles primaires et cheffe de milice Interahamwe,, dirigeant Bwahirimba le secteur de la partie inférieure Kiyovu sous le commandement direct de Tharcisse Renzaho, le préfet de Kigali. Ce dernier a été condamné par le Tribunal pénal international pour le Rwanda en juillet 2009.
En 1990 un membre de sa famille, Gervais Rwendeye est tué dans une escarmouche avec le Front Patriotique Rwandais (FPR).
Elle s'engage dans le Mouvement révolutionnaire national pour le développement, le parti du président et pour les valeurs identitaires, suprémacistes et racistes du Hutu Power, qui souhaite « purifier » le Rwanda en éliminant les Tutsis.
Proche de Tharcisse Renzaho, un préfet de Kigali, et Odette Nyirabagenzi, conseillère du secteur de Rugenge à Kigali, elle joue un rôle majeur dans le génocide, organisant et planifiant les massacres depuis sa maison, considérée comme uns des quartiers généraux des Interahamwes. Elle héberge les miliciens, leur offre nourriture et bière, et leur procure des listes de personnes à exécuter, grâce à la connaissance qu'elle a des populations locales de par sa fonction d'inspectrice des écoles. Elle sillonne les lieux où sont réfugiés les Tutsis pour désigner les personnes qui doivent être assassinées. Elle a participé à l'assassinat de figures intellectuelles comme le journaliste André Kameya. Elle participe aussi à des actions de torture envers des femmes Tutsis.
Fin avril 1994, elle effectue une rafle des enfants Tutsis dans l'orphelinat des sœurs de Calcutta. Elle est impliquée également dans le massacre de l'église de la Sainte-Famille de Kigali et du Centre d’Apprentissage des Langues Africaine (CELA).

### Fuite après le génocide

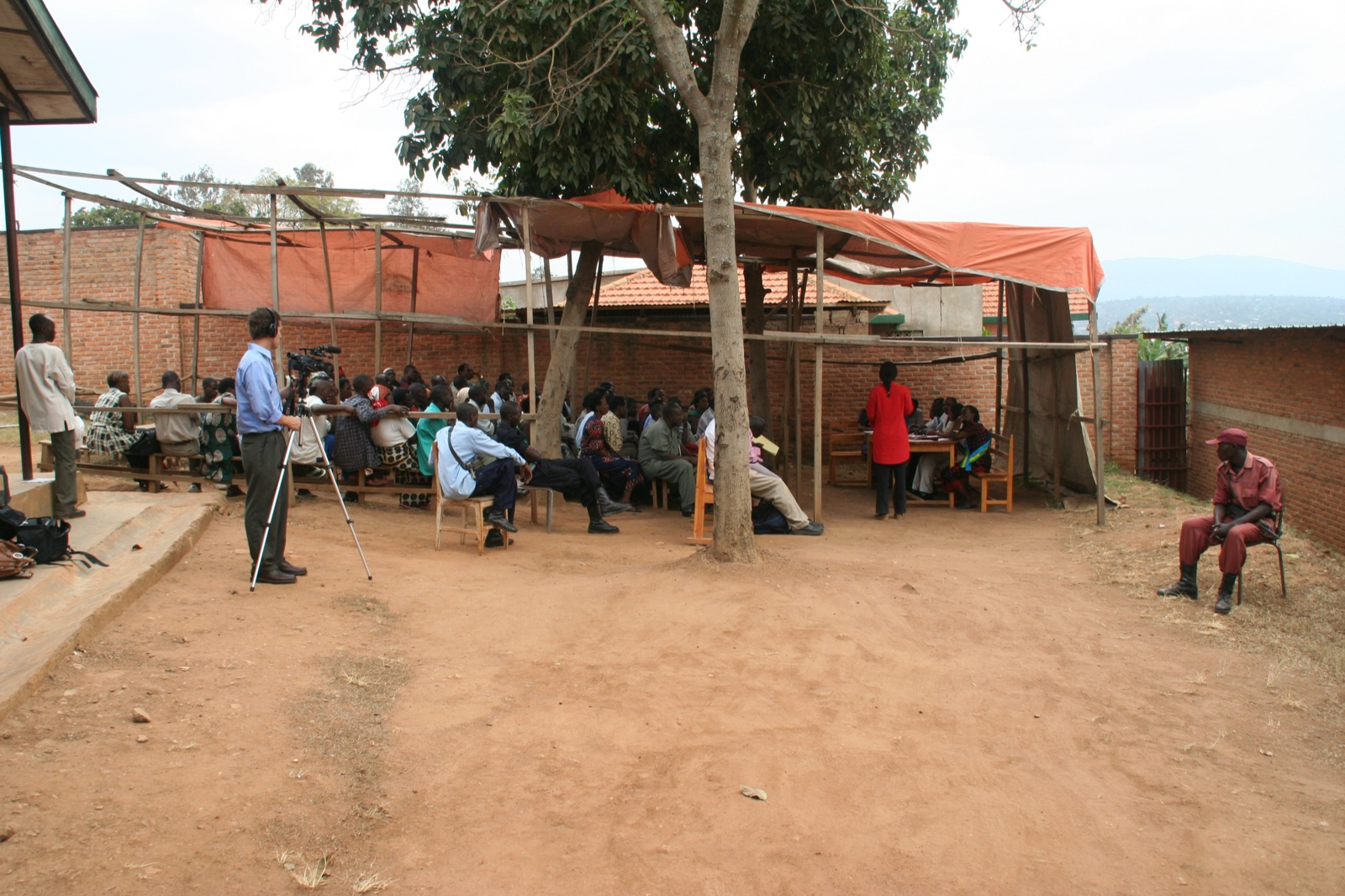
Un procès dans un tribunal Gacaca.

Après la victoire du Front Patriotique Rwandais, Angéline Mukandutiye s'enfuit en juillet 1994 et rejoint un camp de réfugiés à Katale, en République démocratique du Congo, comme beaucoup de génocidaires Hutus,.
En 2008, elle est jugée par contumace et condamnée à la prison à perpétuité par les tribunaux traditionnels gacaca, Les gacaca,, tribunaux populaires organisés au Rwanda afin de juger les coupables du génocide des Tutsi, permettent une justice transitionnelle.
Elle est engagée par Médecins sans frontières pour s'occuper des victimes rwandaises de la guerre. Elle est reconnue un an plus tard et est renvoyée de l'ONG. Lindsey Hilsum de la BBC l'interviewe en 1995. elle prétend alors être une victime, mettant en avant son identité tutsie.
Elle continue de s'impliquer dans les groupes de rebelles opposés au gouvernement, en recrutant de jeunes filles. Les groupes de rebelles faisaient courir des rumeurs parmi les rebelles selon lesquelles ils seraient exécutés s'ils repartaient au Rwanda,.

### Arrestation en 2019
Elle est reconnue par Séraphine Mukantabana, la présidente de la commission de démobilisation, elle-même ex-FDLR qui ne la dénonce cependant pas, et est par la suite limogée en conséquence,.
Après avoir échappé aux recherches durant 25 années, elle est finalement reconnue à la télévision rwandaise le 21 décembre 2019 au milieu d'un groupe hutus composés d'anciens rebelles arrêtés par l'armée congolaise et transférés de la RDC au camp de Nyarushishi, au Rwanda,. Ces groupes de rebelles étaient à l'origine de problèmes de sécurité au Congo, et Félix Tshisekedi s'était engagé à résoudre le problème en les attaquant et en renvoyant les membres au Rwanda.
Elle est dénoncée et incarcérée à Kigali.